# Stronti nitrat
Stronti nitrat là một hợp chất vô cơ được cấu thành từ stronti và nitơ với công thức hóa học Sr(NO3)2. Chất rắn không màu này được sử dụng như một chất tạo màu đỏ trong pháo hoa và cũng được sử dụng làm chất oxy hóa trong công nghệ pháo hoa.

## Điều chế

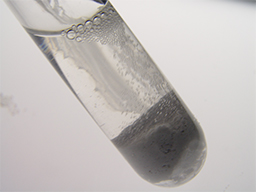
Phản ứng của axit nitric và stronti cacbonat tạo thành stronti nitrat

Stronti nitrat thường được tạo ra bằng phản ứng của axit nitric on stronti carbonat.
2 HNO3  +  SrCO3  → Sr(NO3)2 + H2O + CO2

## Ứng dụng
Giống như nhiều muối stronti khác, stronti nitrat được sử dụng để tạo ra ngọn lửa màu đỏ trong pháo hoa và pháo sáng trên đường bộ. Các tính chất oxy hóa của muối này tỏ ra thuận lợi trong các ứng dụng như vậy.
Stronti nitrat có thể giúp loại bỏ và làm giảm các kích ứng da. Khi trộn với axit glycolic, stronti nitrat làm giảm cảm giác kích ứng da tốt hơn đáng kể so với sử dụng một mình axit glycolic.